# Heinz Hitler
Thesdorf Quellental Heinrich „Heinz” Hitler (ur. 14 marca 1920 w Magdeburgu, zm. 21 lutego 1942 w Moskwie) – niemiecki wojskowy, nazista, bratanek Adolfa Hitlera. Zginął w czasie II wojny światowej. 

## Życiorys
Heinrich Hitler urodził się 14 marca 1920 r. w Magdeburgu. Był synem Aloisa Hitlera juniora i jego drugiej żony Hedwigi Heidemann oraz bratankiem Adolfa Hitlera. Rodzice pobrali się 13 grudnia 1919 r. w Hamburgu, jednak ich małżeństwo w świetle prawa było nielegalne, ponieważ ojciec nigdy nie rozwiódł się z pierwszą żoną Irlandką, Bridget Dowling . 
W przeciwieństwie do swojego starszego, przyrodniego brata Williama Patricka Hitlera, Heinz był zagorzałym nazistą i ulubieńcem wuja Adolfa. W latach 1935–1939 uczęszczał do elitarnej nazistowskiej akademii wojskowej, Narodowego Instytutu Edukacji Politycznej (niem. Nationalpolitische Erziehungsanstalt NPEA, też Napola) w Ballenstedt, w kraju związkowym Saksonia-Anhalt. 
Pragnąc zostać oficerem Heinz dołączył w 1939 r. do Wehrmachtu. Po wybuchu II wojny światowej,  w 1941 r., został wcielony jako podoficer łączności do 23 Dywizji Piechoty, 23. Pułku Artylerii Poczdamskiej. Brał udział w ataku na Związek Radziecki. Został odznaczony Krzyżem Żelaznym II Klasy i Czarną Odznaką za Rany. 10 stycznia 1942 r. został wysłany w celu odzyskania sprzętu komunikacyjnego z wysuniętej pozycji. Został pojmany przez żołnierzy radzieckich i wzięty do niewoli. Trafił do obozu Butyrki, więzienia przejściowego i śledczego w Moskwie, służącego także do przetrzymywania więźniów politycznych. Tam zmarł w 1942 roku .